# Filosofia latino-americana
A filosofia latino-americana é uma categoria abrangente e de usos diversos que começou a ser elaborada enquanto um ramo distintivo da história da filosofia na segunda metade do século XX. Foi o filósofo peruano Augusto Salazar Bondy que lançou, em 1968, o notório questionamento “existe uma filosofia em nossa América?”. Igualmente, pode significar uma filosofia na América Latina, como também uma filosofia por latino-americanos; o termo por vezes inclui, e outras vezes exclui, países de herança não-ibérica na América do Sul ou no Caribe. A origem do ensino e exercício da filosofia na américa latina é comumente situada na fundação das primeiras instituições coloniais de educação, apesar da crítica descolonial recente que busca retomar e revalorizar os fragmentos de pensamento filosófico pré-Colombiano, como também o pensamento de sociedades indígenas contemporâneas. A filosofia na América Latina é historicamente influenciada pelas correntes intelectuais europeias, principalmente continentais.
A busca pela autenticidade é o motor do questionamento por um filosofia latino-americana, como iniciado em Bondy, que deu à sua própria pergunta uma reposta negativa, em razão do que considera uma persistência da relação colonial na cultura, o que, para o pensador, impede o desenvolvimento de uma filosofia propriamente latino-americana. O questionamento de Bondy, e sua resposta, despertou outras abordagens ao problema. Leopoldo Zea publica no ano seguinte, 1969, sua obra La filosofía latinoamericana como filosofía sin más (A filosofia latino-americana como filosofia sem poréns), onde afirma a capacidade atual dos latino-americanos de produzir uma filosofia que tome a experiência da colonização e os projetos de libertação como base. A continuidade da controvérsia entre os autores levou à definição de alguns dos temas centrais da filosofia latino-americana - a dominação, a alienação, e a libertação.

## Definição e identidade
A menção à filosofia latino-americana despertou desde o início questionamentos sobre que tipo de demarcação se pretende fazer com essa categoria, com alguns críticos apontando a inconsistência de falar em filosofias nacionais ou regionais, enquanto outros duvidavam da existência de um corpo substâncial de pensamento filosófico na América Latina. Em contrapartida, defensores da validade dessa categoria apontaram a naturalidade do uso de termos como filosofia alemã, ou inglesa, ou francesa, criticando as premisas tachadas de eurocêntricas que subestimam o desenvolvimento de um pensamento filosófico em outros contextos. Quanto a esse debate, comentadores como Beorlegui distinguem três posições - universalistas, que negam qualquer demarcação da filosofia a uma cultura; nacionalistas, que defendem a existência de filosofia nacionais fundadas no caráter de um povo; e uma postura denominada perspectivista ou intermediária, que admitem uma dimensão universal na filosofia, mas também enfatizam o engajamento circunstâncial, com uma época e um lugar, de toda produção filosófica, rejeitando por outro lado o 'essencialismo' expresso pelos nacionalistas.

## Lista de pensadores
- Yamandú Acosta
- Osvaldo Ardiles
- Adriana Arpini
- Juan José Bautista
- Carmen Bohórquez
- Darío Botero
- Enrique Dussel
- Josef Estermann
- Raul Fornet-Betancourt
- Alfredo Gomez-Muller
- Ramón Grosfoguel
- Pablo Guadarrama
- Franz Hinkelammert
- Rodolfo Kusch
- Francisco Miró Quesada Cantuarias
- Dina Picotti
- Silvia Rivera Cusicanqui
- Andrés Roig
- Augusto Salazar Bondy
- Juan Carlos Scanonne
- Leopoldo Zea